# Quân đoàn 9 (Ukraina)
Quân đoàn Lục quân số 9 (tiếng Ukraina: 9 армійський корпус; 9 АK) là một trong ba quân đoàn lục quân đang hoạt động của Lực lượng Mặt đất Ukraina. Quân đoàn được thành lập vào năm 2023 làm chủ lực cho cuộc phản công mùa hè năm 2023.. Tư lệnh Quân đoàn 9 hiện tại là Thiếu tướng Lutsenko Oleksandr Dmytrovych.

## Cơ cấu
Thành phần của Quân đoàn Lục quân số 9 bao gồm sáu lữ đoàn và một số tiểu đoàn hỗ trợ chiến đấu. Cụ thể như sau:
- Quân đoàn bộ
- Lữ đoàn tấn công số 3
- Lữ đoàn cơ giới 47
- Lữ đoàn bộ binh 58
- Lữ đoàn cơ giới 67
- Lữ đoàn xe tăng số 4
- Lữ đoàn pháo binh 47
- Tiểu đoàn trinh sát 150
- Tiểu đoàn công binh chiến đấu 93
- Tiểu đoàn hậu cần 228 (Tiếp tế)
- Tiểu đoàn vệ binh và phục vụ độc lập 474
- Tiểu đoàn bảo dưỡng 747
- Tiểu đoàn cảnh sát quân sự
- Tiểu đoàn huấn luyện Quân đoàn 180 (Huấn luyện cơ bản)